# Luisa Revilla
Luisa Revilla (ur. 12 października 1971 w Trujillo, zm. 15 kwietnia 2021 tamże) – peruwiańska polityczka. W latach 2015–2018 członkini rady prowincji Trujillo (z dystryktu La Esperanza) jako pierwsza zadeklarowana osoba LGBT i pierwsza osoba transpłciowa wybrana na stanowisko publiczne w Peru.

## Życiorys

### Młodość, edukacja i kariera zawodowa
Pracowała jako koordynatorka bezpieczeństwa na osiedlu Manuel Arévalo. Pracowała w organizacji Movimiento Regional para el Desarrollo con Seguridad y Honradez w gminie dystryktu La Esperanza założonej przez byłego mera Trujillo Elidio Espinozę.

### Działalność polityczna
Z powodzeniem wystartowała w wyborach samorządowych w Peru w 2014 roku do rady prowincji Trujillo z dystryktu La Esperanza. Swoją kampanię i agendę polityczną skupiła na walce u równouprawnienie, o rozpoznanie prawne osób LGBT oraz o zwiększenie bezpieczeństwa w La Esperanzie (jako jednym z najniebezpieczniejszych rejonów w prowincji). Dołączyła do opozycji.
Została pierwszą zadeklarowaną osobą LGBT i pierwszą osobą transpłciową wybraną na stanowisko publiczne w Peru. Carlos Bruce, homoseksualny członek Kongresu Republiki Peru, dokonał coming outu w 2013 roku, jednak było to już po jego wyborze na to stanowisko.

### Pozostała działalność
Organizowała wydarzenia związane z Miesiącem Dumy, a w 2015 roku przewodniczyła paradzie równości w Trujillo . W 2017 roku rada Trujillo wyróżniła ją podczas ceremonii Dnia Kobiet za jej aktywizm i walkę o prawa osób transpłciowych. W 2019 roku została nominowana przez jedno z peruwiańskich ministerstw do nagrody Kobiety Roku. Została odznaczona Orderem Mérito de la Mujer.

### Śmierć i życie prywatne
W spisie ludności w 2017 roku zarejestrowała się jako kobieta.
Zmarła 15 kwietnia 2021 po zachorowaniu na COVID-19, kilka dni po Elidio Espinozie.